# 杏露酒
杏露酒（しんるちゅう）は、キリンホールディングスが販売するアンズのリキュール。

## 概要
中華料理店で提供されることが多いため、中国酒だと誤解されやすいが、日本発祥である。日本の中国酒メーカーである永昌源が、『日本人に合う中国酒』として開発し、1969年10月に発売した。
冷凍した果実をまるごとお酒に漬け込む「浸漬製法」が採用されている。
女性に人気があるお酒の定番である。
2017年に販売元が永昌源からキリンビールへ移管された。
『杏露酒』はキリンホールディングスの商品名であるため、同様の製品は一般的にはあんず酒と呼ばれている。